# 登士維公園站
登士維公園站是一座多倫多地鐵央街－大學線車站，坐落加拿大安大略省多倫多北約克雪柏大道西（Sheppard Avenue West）和GO通勤鐵路巴里線（Barrie line）的交界處，以鄰近的登士維公園命名，於2017年12月17日聯同該地鐵線的士巴丹拿延線項目其他車站一起開幕。
GO運輸公司亦將於此處為巴里線設立一個新車站，讓乘客在巴里通勤鐵路線和士巴丹拿地鐵線之間轉車。巴里線的登士維公園站啓用後，該線現有的約克大學車站將停止運作。
此站於規劃和工程階段名為雪柏西站（Sheppard West Station），但多倫多公車局（TTC）於2010年通過將此站命名為登士維公園站。另外，此站以南的下行車站原名為登士維站（Downsview Station）；為了避免乘客混淆車站名稱，登士維站於2017年5月7日改稱雪柏西站。
下列由TTC營運的巴士線駛經登士維公園站：
- 84號雪柏西巴士線（Sheppard West）
- 101號登士維公園巴士線（Downsview Park）
- 106號約克大學巴士線（York University）
- 107號北基爾街巴士線（Keele North）
- 108號登士維巴士線（Downsview）

## 外部連結
- （英文）TTC Sheppard West Station（页面存档备份，存于）－多倫多公車局網站 唐士維公園站頁面